# Chersotis erebina
Chersotis erebina är en fjärilsart som beskrevs av Charles Boursin 1940. Chersotis erebina ingår i släktet Chersotis och familjen nattflyn. Inga underarter finns listade i Catalogue of Life.